# Hull (hrabstwo Portage)
Hull – miasto w Stanach Zjednoczonych, w stanie Wisconsin, w hrabstwie Portage.